# Chrysler Voyager
El Chrysler Voyager o Chrysler Grand Voyager es un monovolumen vendida por Chrysler Group LLC. Para la mayor parte de su existencia, la Chrysler Voyager se ha vendido exclusivamente fuera de los Estados Unidos, principalmente en Europa y México. 
La Voyager se introdujo en Europa en 1988 como una versión rebautizada del Dodge Caravan y Plymouth Voyager vendidas en los Estados Unidos, y ha evolucionado con la Caravan, Plymouth Voyager y Chrysler Town & Country desde entonces. Las Voyager se han vendido brevemente en los Estados Unidos de 2001-2003 como una versión rebadged de la corta distancia entre ejes (SWB), variante de la Plymouth Voyager tras el cierre en 2001 de la división de Plymouth de DaimlerChrysler AG.
La vigente version europea del Chrysler Grand Voyager es muy similar a la 2008 en adelante Chrysler Town & Country, y se venden sólo en la versión de batalla larga (como en América del Norte).

## Primera generación
Los modelos 1988-1990 en Europa son rediseños de la Caravan de Dodge, aunque el Caravan de EE. UU. fue vendida junto con la Chrysler Voyager en contrapartes. Para 1988, la Voyager de Chrysler en Europa era idéntica a la Plymouth Voyager en los Estados Unidos, excepto que el motor 3,8 L V6 no estaba disponible para la Chrysler Voyager. Los modelos base de la Voyager fueron ofrecidos en la mayoría de los estados, ya sea con un motor 2.4 L de cuatro cilindros de 3.0 L o un Mitsubishi V6, excepto en California y varios estados del noreste, donde el V6 Mitsubishi no cumple con los estándares de emisiones. En esos lugares, el motor 3.3 L fue ofrecido en su lugar.

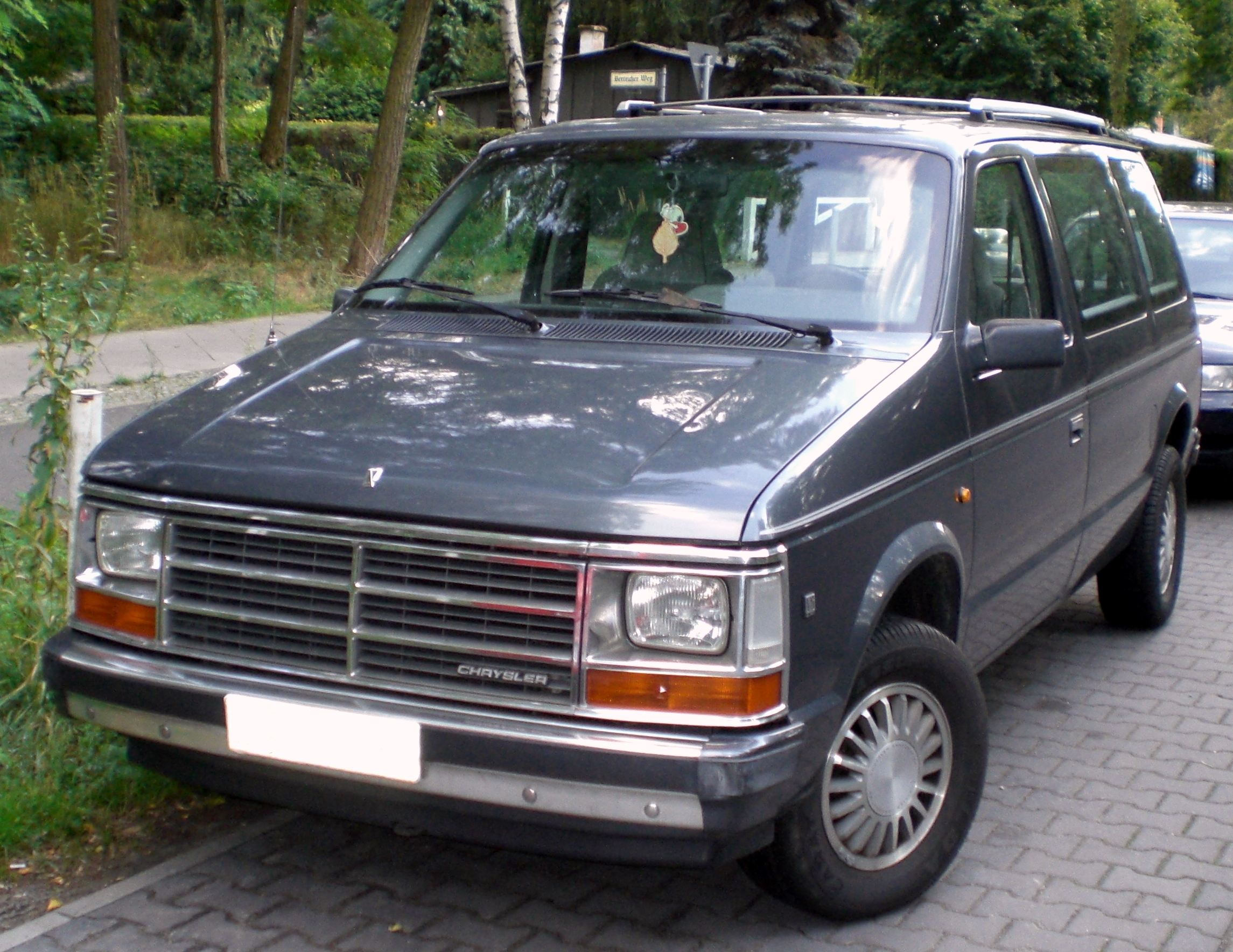
Primera generación
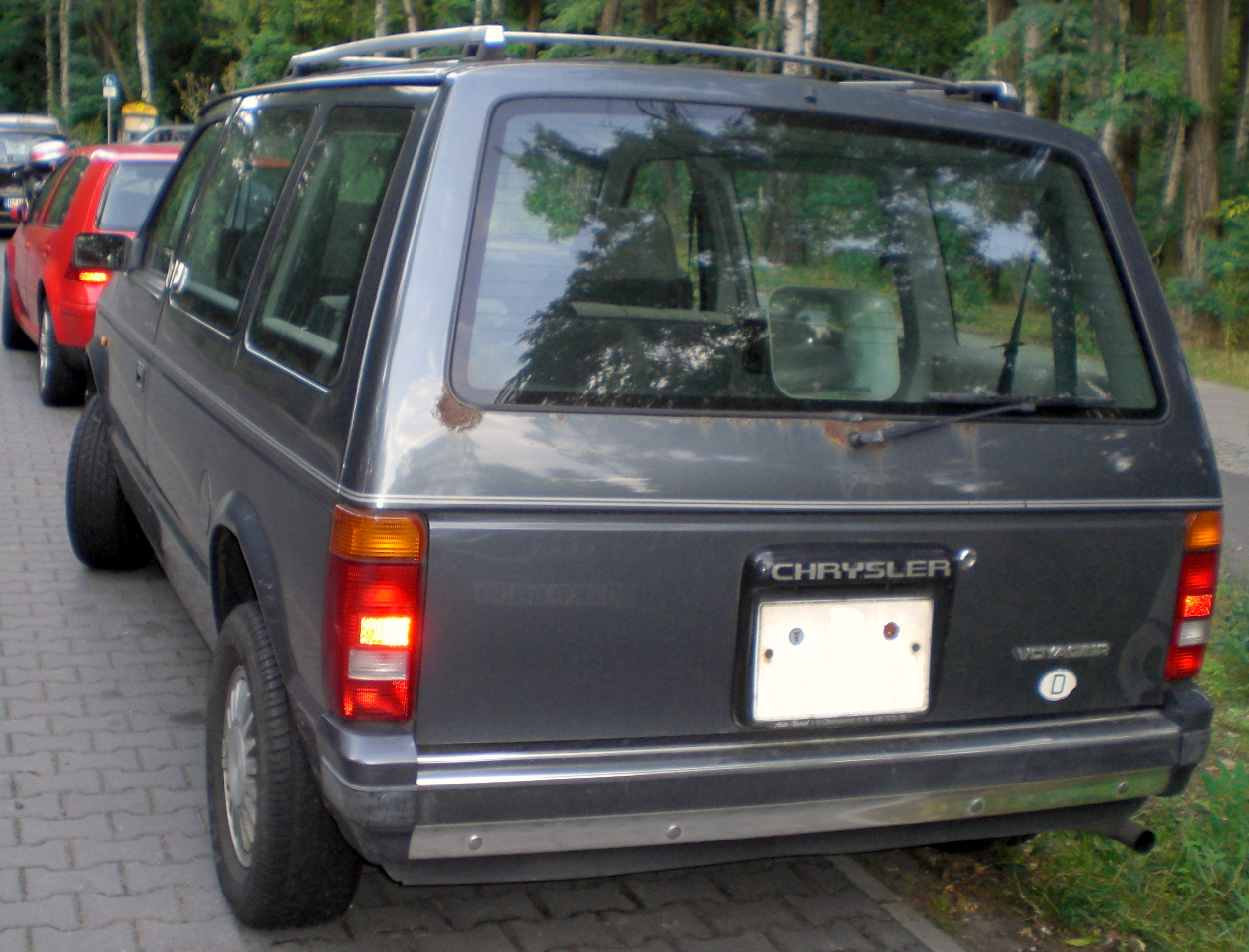
Vista posterior

## Segunda generación
De 1991 a 1995 los modelos en Europa fueron rediseños de la Caravan de Dodge, aunque la Caravan de EE. UU. fue vendido junto con la Chrysler Voyager en contrapartes. Para 1991, la Voyager de Chrysler en Europa era idéntica a la Plymouth Voyager en los Estados Unidos, excepto que el 3,8 L V6 no estaba disponible para la Chrysler Voyager. Los modelos base de la Voyager fueron ofrecidos en la mayoría de los estados, ya sea con un motor 2.4 L de cuatro cilindros de 3.0 L o un Mitsubishi V6, excepto en California y varios estados del noreste, donde el V6 Mitsubishi no cumple con los estándares de emisiones. En esos lugares, el motor 3.3 L fue ofrecido en su lugar. Los litros de anticongelante que se les utiliza es de 2.0 litros.
A partir de 1994 se ofreció para el mercado europeo un motor 2.5 L turbo diésel producido por VM Motori. El Chrysler Voyager se relaciona con el Dodge Caravan en los Estados Unidos. Fue también la última generación con transmisión manual.

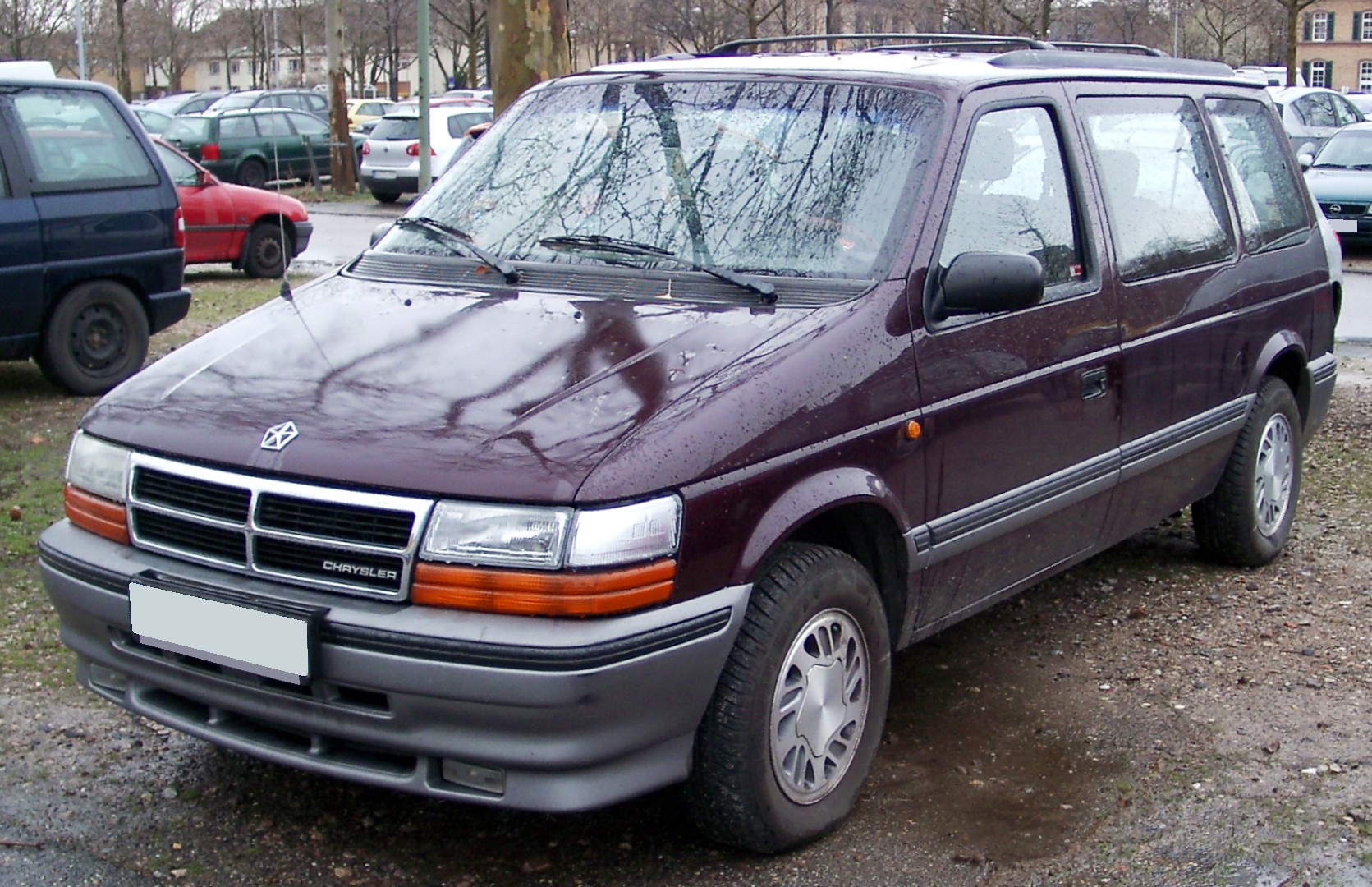
Segunda generación
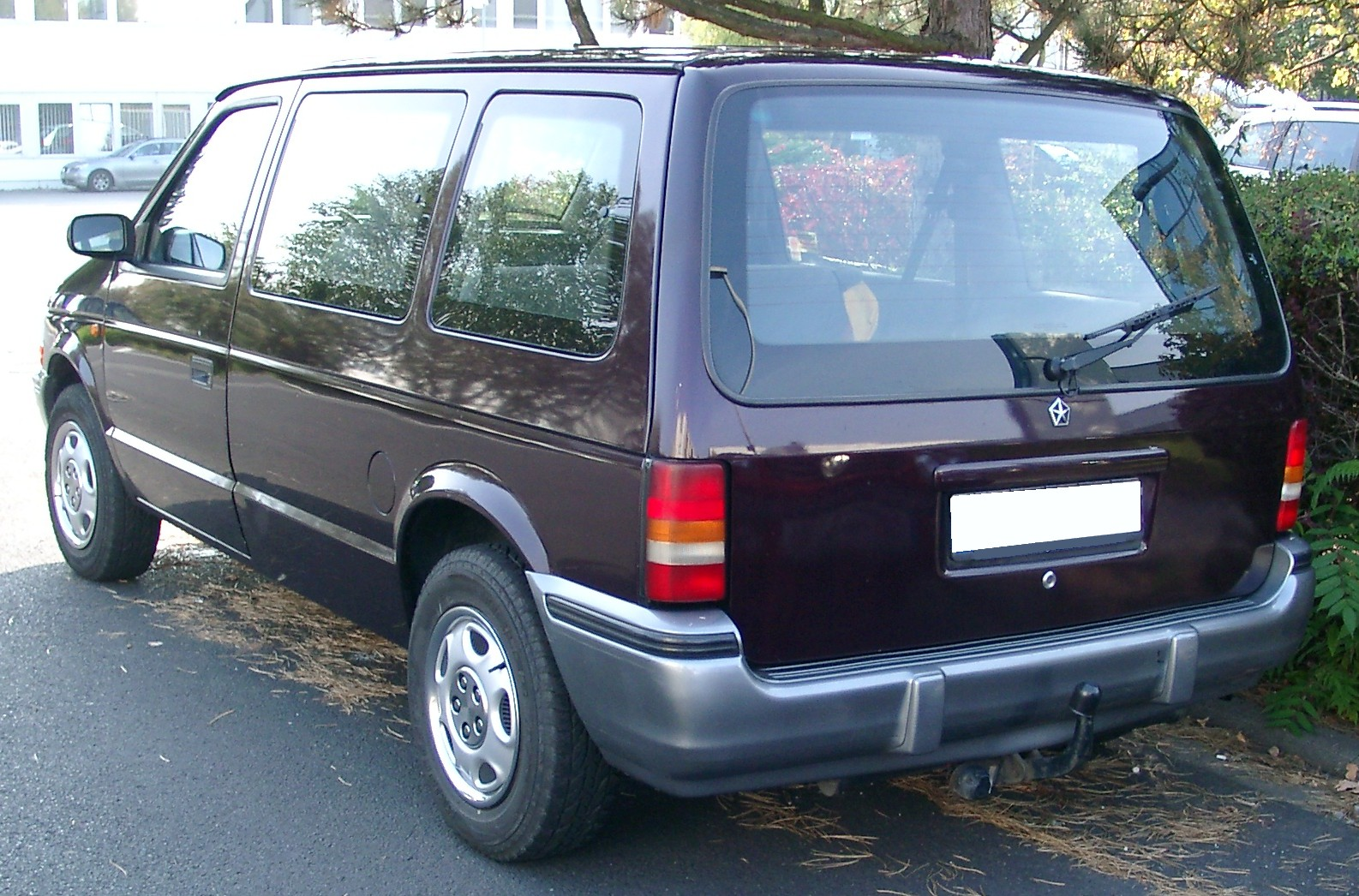
Vista posterior

## Tercera generación
Los modelos 1996-2000 en México son rediseños de la Caravan de Dodge, a pesar de que la Caravan se vendió junto con la Voyager. Para el año 2000, la Chrysler Voyager era idéntica a la Plymouth Voyager, salvo que el motor 3,8 L V6 no estaba disponible para la Chrysler Voyager. Los modelos base de la Voyager fueron ofrecidos en la mayoría de los estados, ya sea con un motor 2.4 L de cuatro cilindros de 3.0 L o un Mitsubishi V6, excepto en California y varios estados del noreste, donde el V6 Mitsubishi no cumple con los estándares de emisiones. En esos lugares, los motores 3.3 L fueron ofrecidos en su lugar. Para el mercado europeo también se ofrecieron motores de 2.0 L recto-4 y DOHC SOHC y un 2.5 L turbo diésel producido por VM Motori.Los litros de anticongelante que se les utiliza es de 2.0 litros.

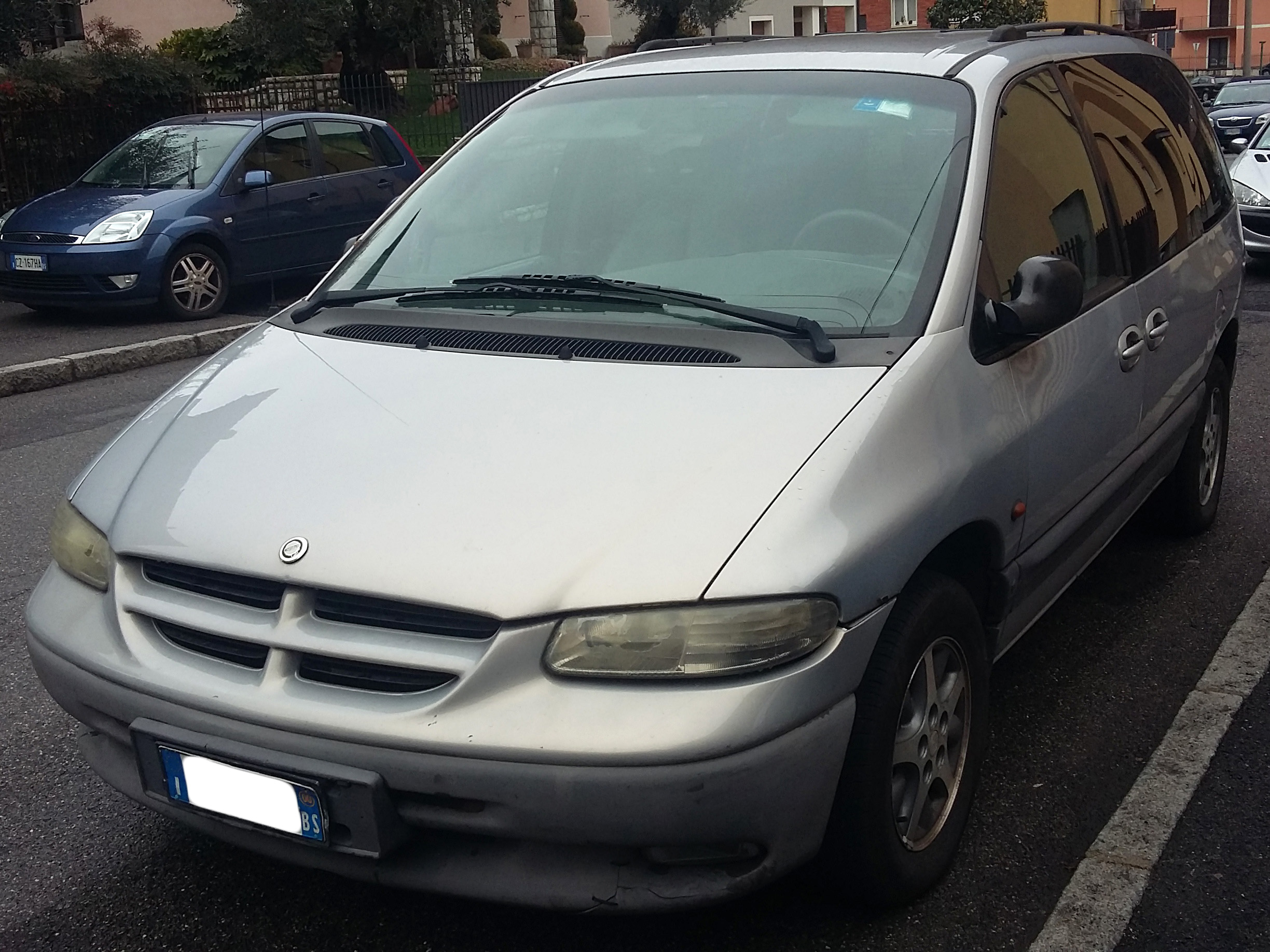
Tercera generación
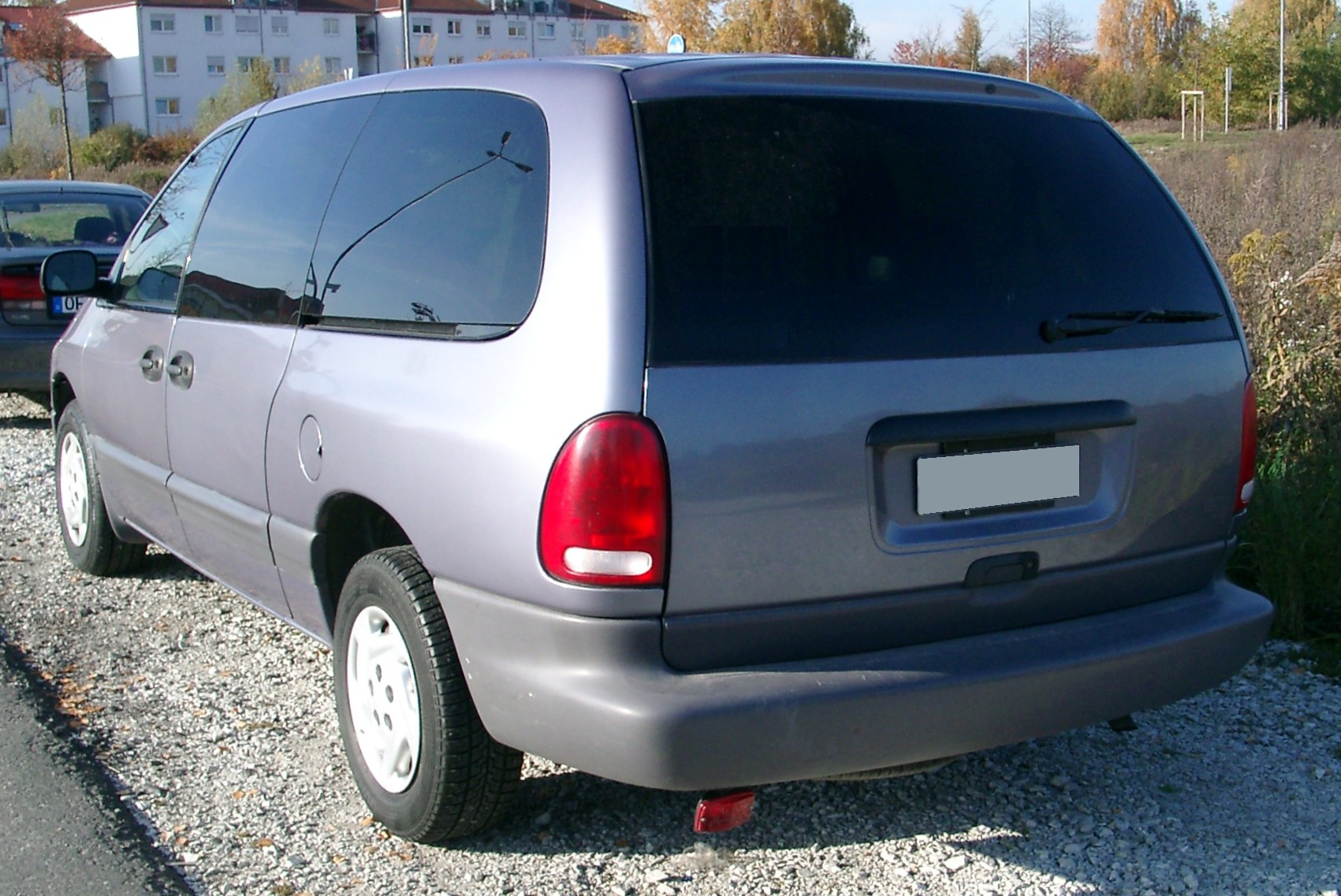
Vista posterior

## Cuarta generación
De 2001 a 2003, el Voyager fue ofrecida en el modelo de BS, en sustitución de la BS Plymouth Voyager. Se parecía a la Chrysler Town & Country más de la generación anterior, la única diferencia importante eran los cosméticos, además del corte (donde la Chrysler Town & Country era más elegante) fue la colocación del emblema de Chrysler en la parrilla. Después de el modelo del año 2003, la Voyager fue suprimida y sustituida por la Chrysler Town & Country, modelo BS.

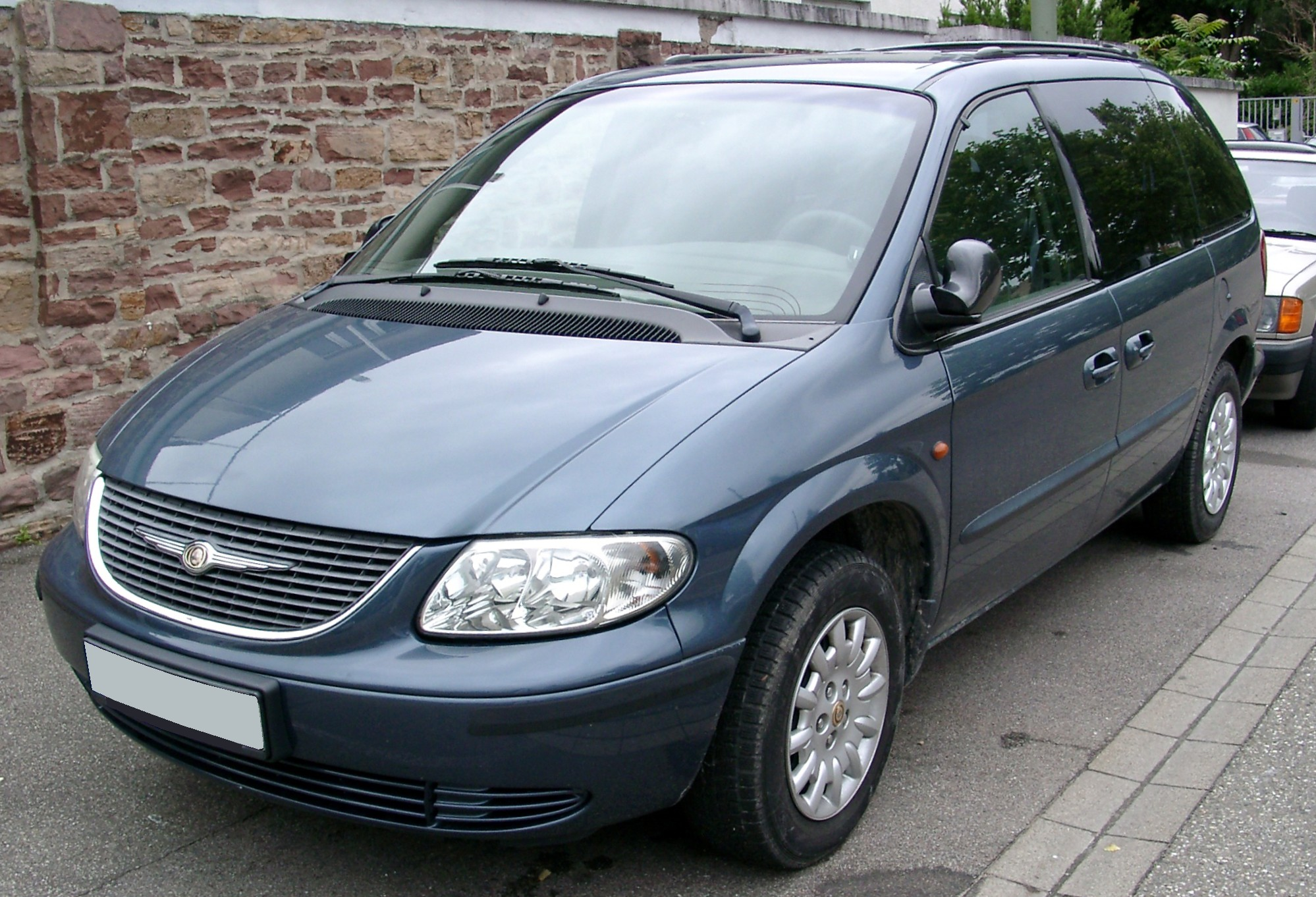
Cuarta generación
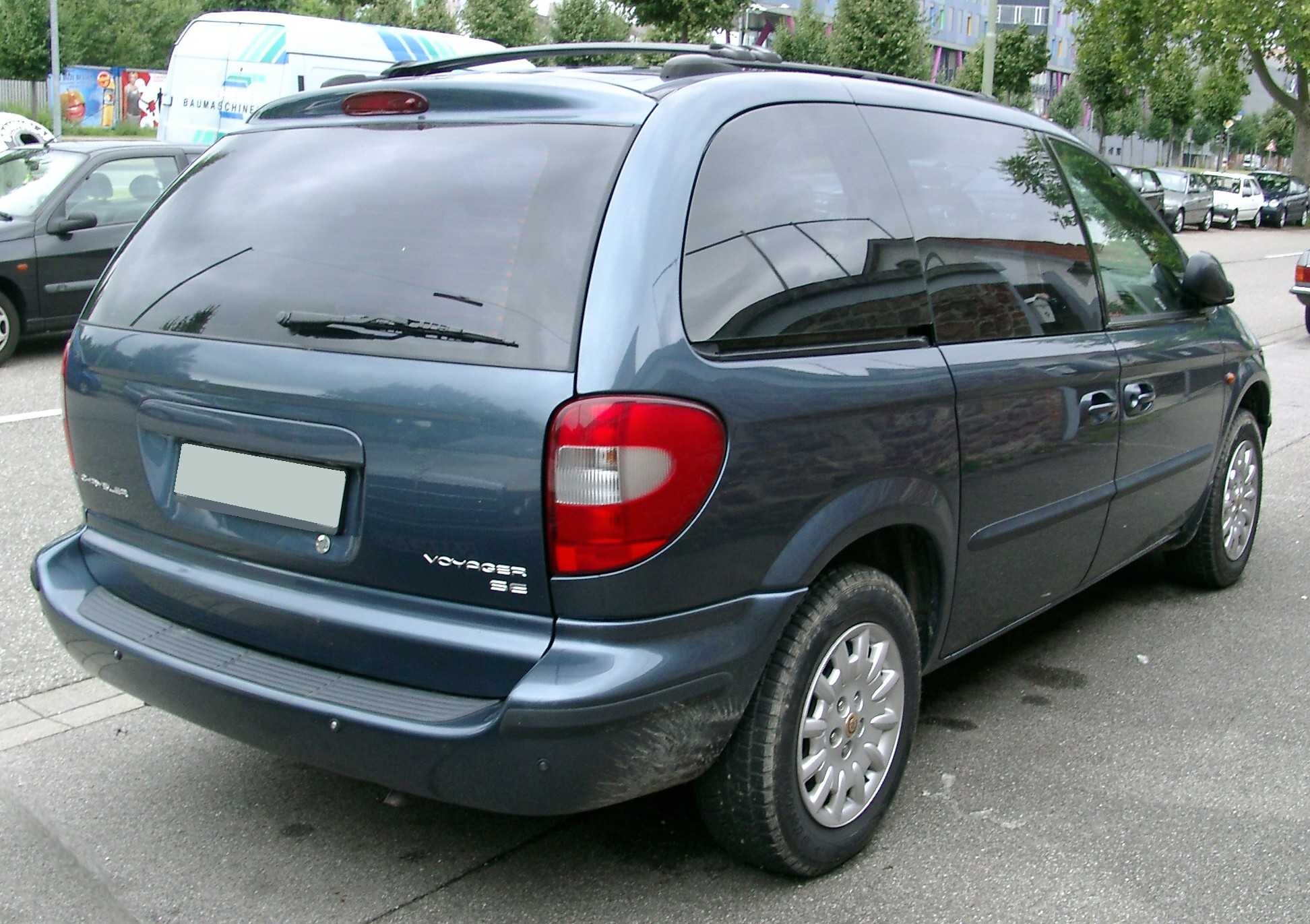
Vista posterior

## Quinta generación
Chrysler presentó la nueva Grand Voyager en 2008 y fue correctamente posicionada en el mercado de la automoción como un monovolumen de lujo ideal para familias numerosas. La Grand Voyager es visualmente idéntica a la Chrysler Town & Country, que se vende en el mercado de América del Norte. De manera similar a los otros grandes vehículos de propósito múltiple (MPV) en el mercado la Grand Voyager se comercializa con un motor diesel estándar en Europa. 
Sin embargo, el asiento se arregla en el 2-2-3 (de adelante hacia atrás) este diseño es común en América del Norte, en lugar de la disposición 2-3-2 que se ve a menudo en todo terrenos y monovolúmenes en Europa. A la derecha el volante (RHD) la palanca de cambios está colocada sobre el piso, se montó la consola entre los asientos, en contraste con la posición del panel de instrumentos se encuentran en modelos LHD.

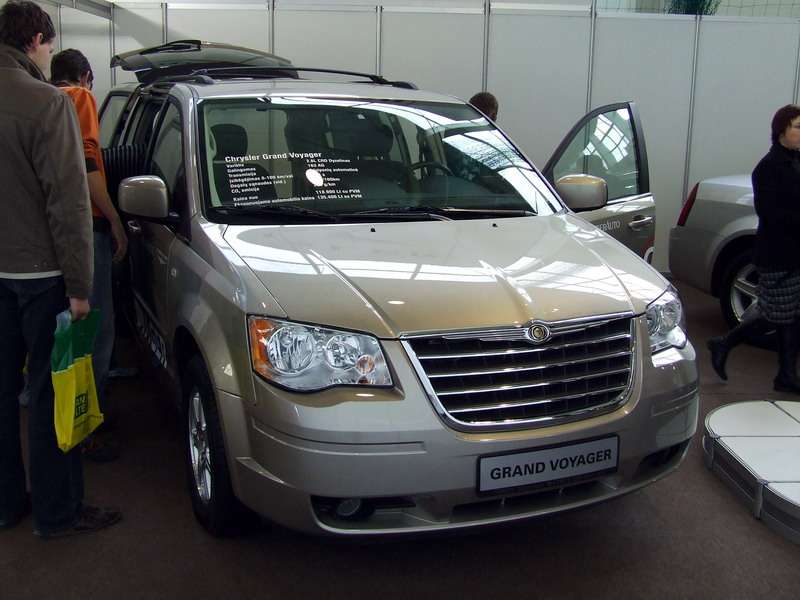
Quinta generación
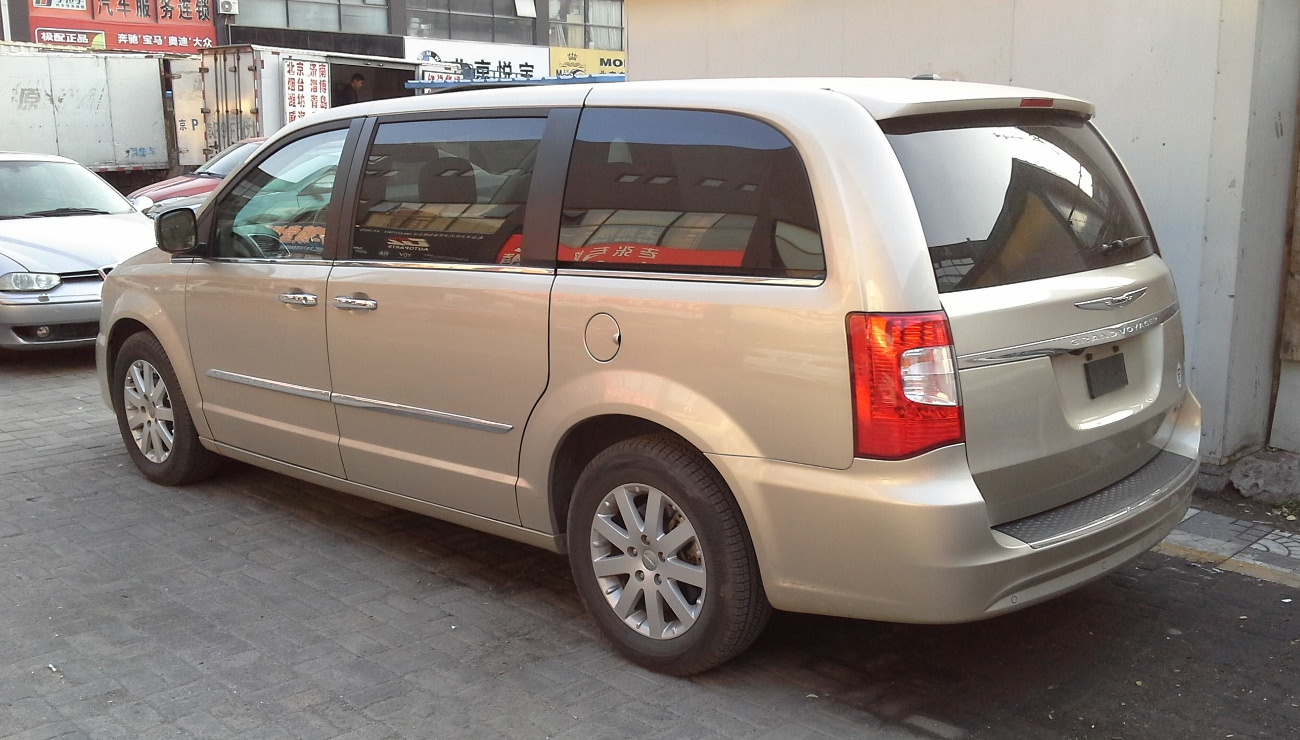
Vista posterior